# سکاستان

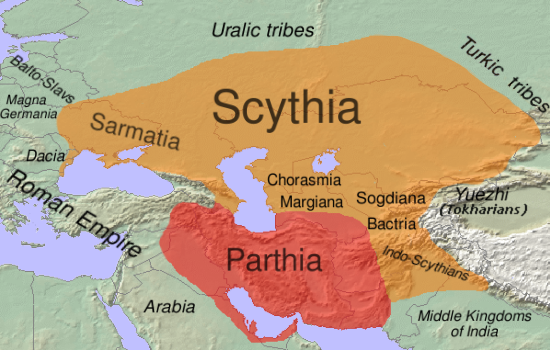
سکیستان در زمان اشکانیان (پارت‌ها)

سکاستان یا سرزمین سکاها یا سکیتیه 
(به یونانی کهن: Σκυθία، Skuthia، سکوثیا) سرزمینی بود در اوراسیا که از ۴۰۰۰ پیشامیلاد تا سدهٔ ۲ پسامیلاد (به مدت حدود ۴۲۰۰ سال) زیستگاه گروهی از مردمان ایرانی‌تبار و از قوم آریایی بودند.

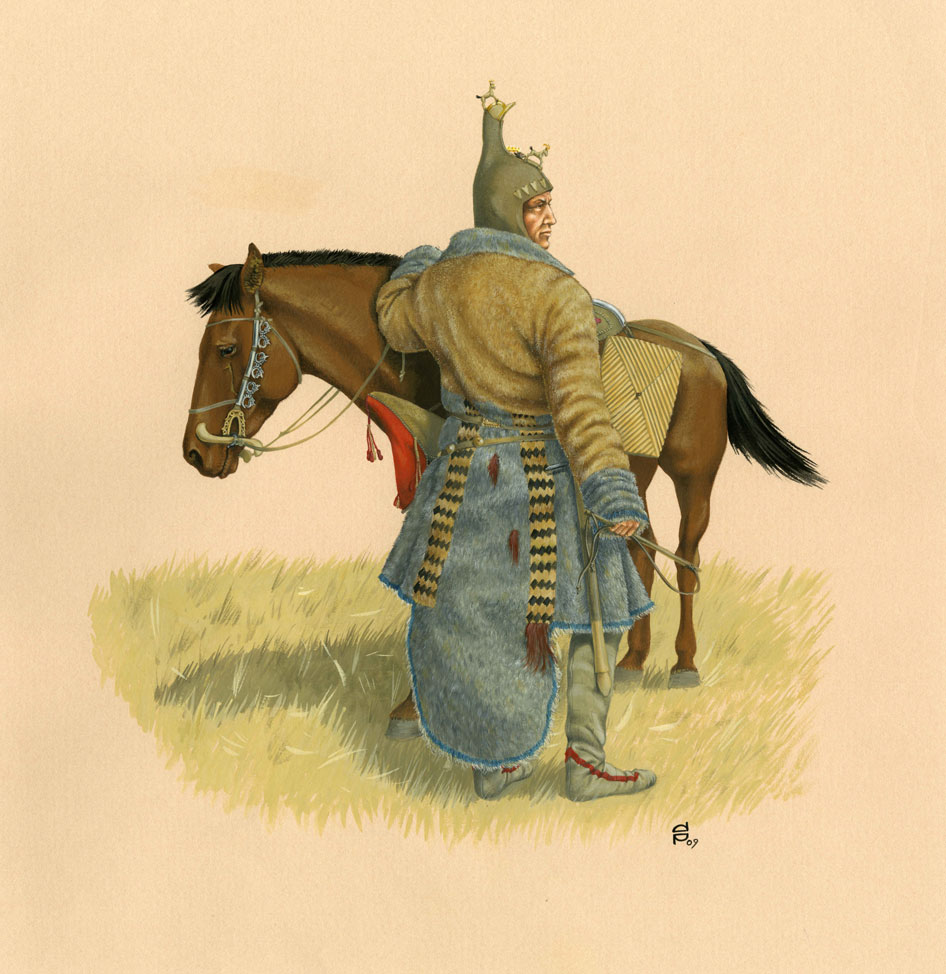
یک سرباز سکایی

گمان می‌رود اجداد مردمان کنونی شمال ایران و کشورهای حاشیه قفقاز سکاهای باستانی باشند. دین سکائی بسیار شبیه به دین ایران باستان بوده و آن دسته از سکایی‌هایی که در اثر مهاجرت‌های گسترده در مجاورت یونان قرار گرفتند تحت تأثیر دین و فرهنگ یونانی قرار گرفتند.

## تأثیر سکاها بر دیگر ایرانیان
سکاها از کهن‌ترین اقوام بشری در منطقهٔ آسیا می‌باشند که دارای فرهنگ و هنر غنی و تمدن باشکوه نیز بوده‌اند. سکاها در پهنای وسیعی از سرزمین‌های باستانی پراکنده بودند و به علت هجوم این بیابان گردانان به اطراف، معمولاً از قبایل پرنفوذ و با ظرفیت‌های جنگاوری و دلاوری بالا نیز بوده‌اند. این قوم به دلیل اینکه سده‌های متمادی بر تمدن‌های بزرگ مجاور خود، همچون مادها، نفوذ داشته‌اند، بسیاری از مظاهر زندگی آن‌ها در این تمدن‌ها و اقوام همسایه تبلوریافته، و با شکل دیگری به حیات خود ادامه داده‌است؛ بنابراین نشانه‌های آداب و ادیان و فرهنگ و تمدن سکاها را می‌توان در ریشه و بنیان فرهنگ ایرانی مخصوصاً ادبیات فارسی کهن نیز یافت که ازجملهٔ این آثار شاهنامهٔ فردوسی است که به‌صراحت از سگزی بودن (سکایی بودن یا سکستانی، سیستانی بودن) رستم و خاندانش یادکرده است.